# パダララン駅
パダララン駅は、インドネシアの西ジャワ州西バンドン県パダラランにある鉄道駅である。
クレタ・アピ・インドネシア(KAI)が運行するKAIコミューターの駅であったが、ジャカルタ・バンドン高速鉄道の駅が併設された。。ジャカルタ・バンドン高速鉄道の利用者のため、KCJBフィーダー線によりバンドン駅方面に接続している。